# Henrih
Henrih je moško osebno ime.

## Izvor imena
Ime Henrih je različica imena Henrik.

## Pogostost imena
Po podatkih Statističnega urada Republike Slovenije je bilo na dan 31. decembra 2007 v Sloveniji število moških oseb z imenom Henrih: 27.